# Belitsa (ort)
Belitsa (bulgariska: Белица) är en ort i Bulgarien.   Den ligger i kommunen Obsjtina Belitsa och regionen Blagoevgrad, i den sydvästra delen av landet, 80 kilometer söder om huvudstaden Sofia. Belitsa ligger 966 meter över havet och antalet invånare är 3 166.
Terrängen runt Belitsa är huvudsakligen kuperad, men åt sydväst är den platt. Närmaste större samhälle är Razlog, 11,7 kilometer sydväst om Belitsa.
I omgivningarna runt Belitsa växer i huvudsak blandskog. Runt Belitsa är det ganska glesbefolkat, med 25 invånare per kvadratkilometer.